# キャリア教育コーディネーター
キャリア教育コーディネーター（キャリアきょういくコーディネーター）とは、地域・産業界の持つ教育資源を活用し、学校におけるキャリア教育の充実をはかるため、学校と外部をつなぐ役目をする学校外教育支援人材。
2011年より、一般社団法人キャリア教育コーディネーターネットワーク協議会による民間資格として資格認定制度が制定された。

## 定義
キャリア教育コーディネーターとは、2011年3月、経済産業省により作成された『キャリア教育コーディネーター育成ガイドライン』では、以下のように定義されている。
「キャリア教育コーディネーターとは、地域社会が持つ教育資源と学校を結びつけ、児童・生徒等の多様な能力を活用する「場」を提供することを通じ、キャリア教育の支援を行うプロフェショナルである。常に学校や児童・生徒等の現状を理解し、キャリア教育コーディネーターとして一定の知識・技能習得後も自ら学び成長し続けていく努力を怠らず、我が国のキャリア教育の発展に努める。」

## 背景
政府は、関係大臣で構成される「若者自立・挑戦戦略会議」において、学校段階からのキャリア教育の推進を最重要課題と位置付け、2005年度から関係省庁の連携の下に、キャリア教育を推進する取り組みを始めた。その中で経済産業省では、地域の産学連携によるキャリア教育が本格的な動きとなるよう「地域自律・民間活用型キャリア教育プロジェクト」を開始。2005年度からの3年間、小中高校の各段階において、働くことの面白さの体験や理解を促すため、NPO・企業等の民間主体の経験やアイデアを活用したキャリア教育事業を展開してきた。
各地域での3年間のモデル事業を受け、地域一体となったキャリア教育を広く自律的に実現していくためには、「コーディネーター」の存在が重要であると位置づけ、経済産業省では、2008年度から「キャリア教育民間コーディネーター育成・評価システム開発事業」として、コーディネーターを育成するための研修プログラムを開発し、その育成等をとおして、自律的なキャリア教育を普及させるための事業を始めた。これらの活動を経て、2011年に「キャリア教育コーディネーター育成ガイドライン」を作成。事業を受け継ぐ機関として一般社団法人キャリア教育コーディネーターネットワーク協議会を設立し、同団体による民間認定資格となった。

## 資格認定試験
キャリア教育コーディネーターネットワーク協議会による資格認定試験。受験資格は、キャリア教育コーディネーターネットワーク協議会認定の育成機関における育成講座を修了し、実践コース修了証を保持していること。試験合格後、会員登録により資格付与となる。
試験は、小論文（45分）・記述試験（45分）・実技試験（10分）・面接（15分）で構成され、キャリア教育コーディネーターに求められる知識・技能を審査される。

## 育成研修
「キャリア教育コーディネーター育成ガイドライン」（経済産業省平成23年3月作成）に基づいた研修。
「エントリーコース」と「実践コース」の2コースにわかれており、実践コースの修了証を保持していることが資格認定試験の受験資格となる。エントリーコースは、30時間の講義型・参加型研修で、キャリア教育に関する知識とキャリア教育コーディネーターの活動に必要な知識を習得するもの。実践コースは、学校で、キャリア教育プログラムの実施に当たり必要とされるコーディネート業務を実践し、キャリア教育コーディネーターとしての基礎的技能の習得するもの。最低限、1単位時間の授業に直接携わるための実践活動を行う。

## 資格取得後の活動の場
- 教育系NPO
- 教育支援会社
- 企業のCSR部門
- キャリアセンター